# Marie Heim-Vögtlin

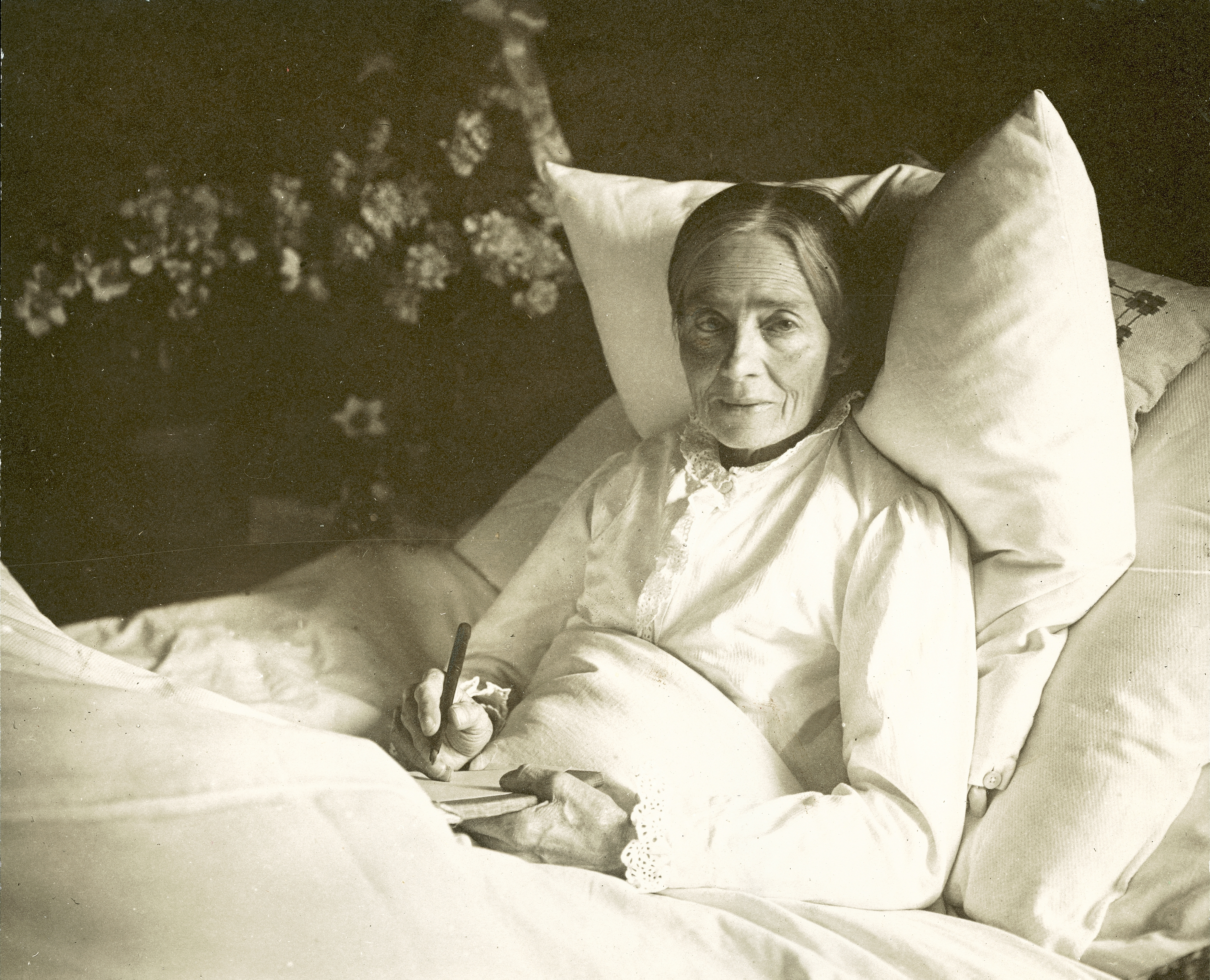
Marie Heim-Vögtlin, 1915

Marie Heim-Vögtlin (7 d'octubre de 1845 a Bözen–7 de novembre de 1916 a Zúric) fou la primera metgessa de Suïssa, una escriptora i cofundadora del primer hospital ginecòlogic suís.

## Educació
Filla del pastor de Bözen, Marie Vögtlin va rebre una educació privada a la Romandia i a Zúric. El 1867, el seu promès, un estudiant de medicina, va trencar el compromís. Ell es va casar amb Nadezhda Suslova, la primera metgessa europea. En resposta a això, i amb el suport reticent del seu pare, Vögtlin va demanar que l'admetessin per estudiar medicina a la Universitat de Zúric, la primera facultat de medicina a admetre dones a Europa. Això va causar un escàndol al país, ja que prèviament només s'hi havien matriculat estrangeres "impúdiques" com Suslova.
A la universitat, Vögtlin i les seves companyes van rebre suport de la facultat, encara que alguns membres conservadors veiessin l'educació en medicina de les dones com un fet vergonyós i una pèrdua de temps. Un cop Vögtlin aprovà amb honors, va començar a estudiar ginecologia a Leipzig i va trobar feina a l'ala de maternitat de Dresden. L'11 de juliol de 1874 va obtenir el doctorat a Zúric per la seva dissertació sobre l'estat de l'aparell sexual femení al part. Tot i això, va necessitar la intervenció de son pare per tal d'obtenir un permís oficial per practicar la medicina a Zuric.

## Vida professional i familiar
Encara que inicialment va trobar pocs pacients, Vögtlin es va guanyar la reputació de ser una metgessa capaç i amable, particularment per la seva generositat amb les dones pobres.
El 1875, va contreure matrimoni amb el famós geòleg Albert Heim un cop ell li va donar permís (requerit per la llei d'aquell temps) per continuar treballant després del matrimoni. La parella va tenir dos fills, Arnold i Helene, i també van acollir un nen. El 1916, Marie Heim-Vögtlin va morir d'una malaltia pulmonar.

## Activisme social
Marie Heim-Vögtlin va ser cofundadora del Schweizerische Pflegerinnenschule mit Spital, el primer hospital ginecològic de Suïssa, que també incloïa una ala de maternitat i una escola d'infermeria. Quan l'escola va obrir el 1901, va contribuir-hi com a administradora financera. Va participar en el moviment pel sufragi femení i el Moviment per la Temprança i va publicar diversos textos, sobretot obres per a dones i nens.

## Honors
La Fundació de ciència nacional suïssa ha dotat una beca per a dones en honor de Marie Heim-Vögtlin. El 1995, un carrer proper a l'hospital de dones de Zuric es va anomenar en el seu nom. El 2010, la feina de Marie Heim-Vögtlin va rebre els honors del gremi Gesellschaft zu Fraumünster. El 2016, el centenari de la seva mort es va commemorar amb un segell.